# Basilika des Heiligen Antonius (Padua)

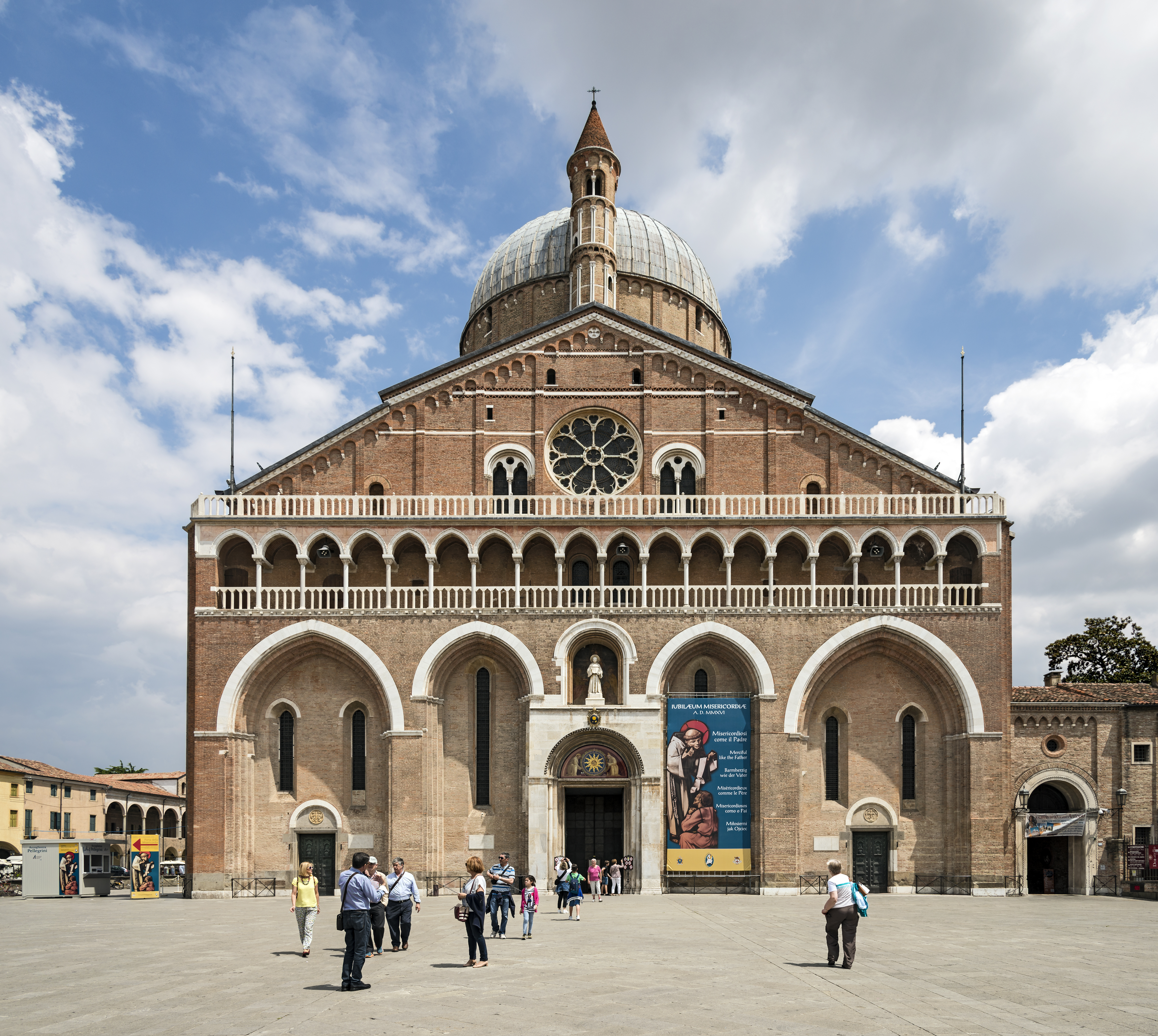
Westfassade mit Vorplatz

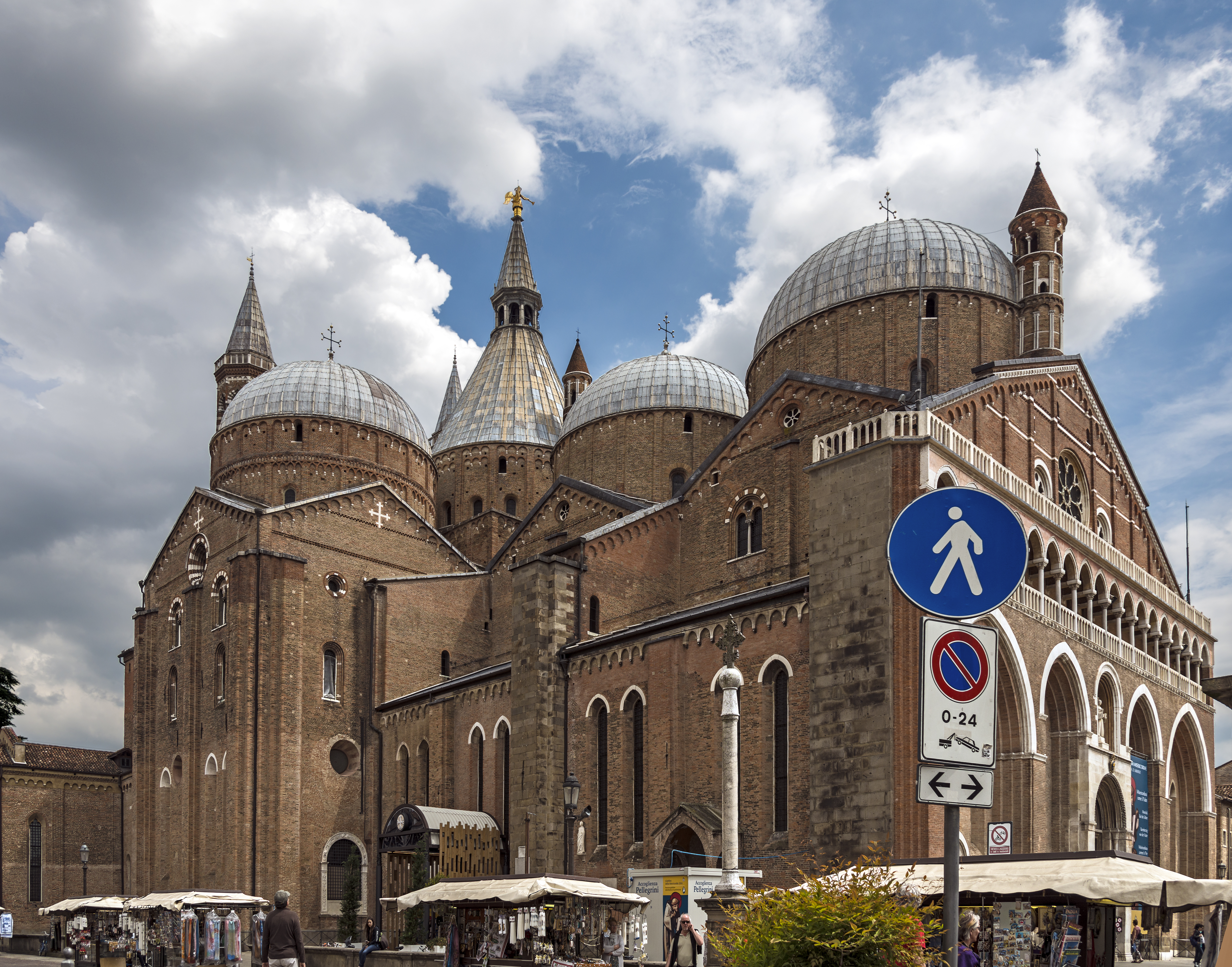
Nordansicht

Die Basilika des Heiligen Antonius (italienisch: Basilica di Sant’Antonio, regional oft auch nur Basilica del Santo oder einfach Santo) in Padua ist eines der berühmtesten und meistbesuchten Heiligtümer Italiens. Sie gehört zu den weltweit acht internationalen Heiligtümern. Sie ist päpstliche Basilika und Basilica minor. Sie ist der erste große Kirchenbau mit Gewölbe in der Terraferma und wurde zwischen 1232 und etwa 1310 mit romanischen wie gotischen Stilelementen errichtet, um das Grab des heiligen Antonius von Padua († 1231 in Arcella, heute Stadtteil von Padua) aufzunehmen.

## Geschichte
Zu Antonius’ Zeiten stand am Platz der heutigen Kirche eine kleine Kapelle, die der Maria Mater Domini geweiht war und nach dem Willen Antonius seine ursprüngliche Grabstätte wurde. Neben dieser Kapelle wurde 1229 zunächst ein Kloster errichtet, das wahrscheinlich Antonius selbst gegründet hat. Der Grundstein des ersten Teiles der Basilika wurde 1232 kurz nach dem Tode des Antonius gelegt, um ihm eine angemessene Begräbniskirche zu errichten. Erbaut wurde zunächst eine kleine einschiffige Franziskanerkirche mit kurzer Apsis; erst später kamen die beiden Seitenschiffe, die zahlreichen Kapellen, Kuppeln und Türme hinzu. Die ursprüngliche Kapelle wurde an der Stelle der heutigen Kapelle der Schwarzen Madonna im linken Querschiff in die Basilika einbezogen. Nach Fertigstellung des Chores um 1310 war der Kirchenbau vollendet. 1690 bis 1737 wurde am Kopf des Chores die mit einer Kuppel bekrönte Schatzkapelle (italienisch: Cappella del Tesoro) nach Plänen Filippo Parodis angefügt. Im 19. Jahrhundert wurde das Gotteshaus restauriert, wobei barocke Einbauten wieder entfernt wurden.

## Fassade und Architektur
Die Basilika ist 118 m lang und 32,5 m breit, das kurze Querhaus 55 m breit. Die größte Innenhöhe beträgt 38,5 m. Die Kirche hat ein dreischiffiges Langhaus, einen polygonalen Chor, Chorumgang und Kapellenkranz im Osten. Langhaus und breites Querschiff sind im typischen Baustil italienischer Bettelordenskirchen. Der Umgangschor, der Kapellenkranz (ähnlich San Francesco in Bologna) und das dem Querhaus eingefügte Zwischenjoch sind französischen Ursprungs.
Die 37 m hohe und 28 m breite Fassade, der älteste Teil des Kirchenbaus, vereint venezianisch-byzantinische, lombardische-romanische und gotische Elemente. Sie besteht aus roten Ziegeln mit einem romanisch-lombardischen Rundbogenfries als Giebelabschluss. Fünf Blendarkaden der unteren Fassade mit gotischen Spitzbögen und Lisenen tragen die romanische Zwerggalerie mit offenem Geländer auf halber Höhe der Fassade. Deren Arkaden ruhen auf spätromanischen und byzantinischen Kapitellen. Darüber schmückt eine gotische Fensterrose zwischen zwei Biforien den Giebel, den ein Glockentürmchen krönt. Die Bronzetüren wurden 1895 von Camillo Boito gefertigt. In der Lünette über dem Haupteingang sind Antonius und Bernhardin von Siena mit dem Monogramm Christi darstellt, eine Kopie nach dem Gemälde von 1452 von Andrea Mantegna, dessen Original sich im Museo antoniano di arte sacra befindet. Dort befindet sich auch das Original der Antoniusstatue darüber von Rinaldin von Puydarrieux aus dem 14. Jahrhundert.
Die acht Kuppeln ähnlich dem 5-Kuppel-System des Markusdoms im nahegelegenen Venedig, die zwei schlanken, sechseckigen und 68 m hohen Glockentürme und zwei minarettartige Türmchen sind typische Merkmale des byzantinischen Baustils. Der Engel auf der kegelförmigen Kuppel über der Vierung thront in 72 m Höhe. Zwei weitere Fensterrosen an den Seiten des Hochaltars beleuchten das Kircheninnere.

## Innenraum

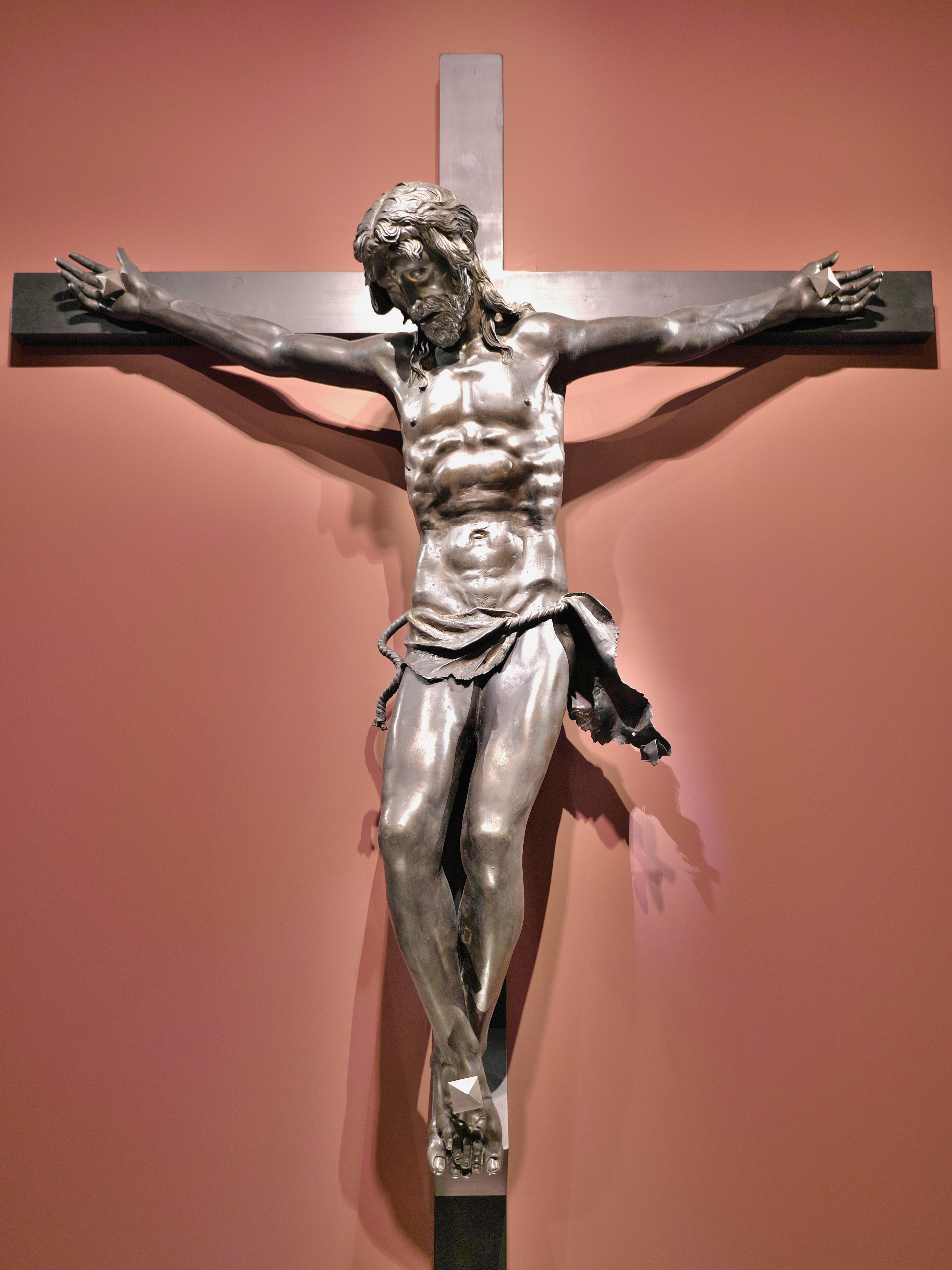
Kruzifix von Donatello in einer temporären Museumsausstellung

Das Innere der Basilika weist gotische und romanische Stilelemente auf. Den Altarraum beherrschen die Werke Donatellos. Die Skulpturengruppe ist das berühmteste Kunstwerk der Basilika. Die jetzige Anordnung der erhaltenen 7 Skulpturen und 21 Reliefs stammt aus dem Jahr 1895, als auch der heutige Hochaltar errichtet wurde.
Auf der linken Seite steht ein Kandelaber aus Bronze aus dem Jahr 1515. Dominiert wird der Altarraum von Donatellos Kruzifix (1444–1450). Die Bronzestatuen stellen von links nach rechts Ludwig von Toulouse, Justina von Padua, Franz von Assisi, Madonna mit Kind, Antonius von Padua, Daniel (Schutzheiliger Paduas) und Prosdocimus dar.
Am unteren Altar befindet sich in der Mitte ein Relief des Schmerzensmannes, rechts und links von Putti umgeben. Vier Reliefs zeigen die Evangelistensymbole, rechts unten den Adler des Johannes. Weiter sind auf vier Reliefs die Wunder des Heiligen Antonius von Padua dargestellt: Das Wunder vom angefügten Fuß (vorne links), das Herz des Geizigen (vorne links), das Wunder des die Unschuld seiner Mutter bezeugenden Neugeborenen und das Wunder des Esels, der statt zu fressen vor der Hostie kniet (beide Altarrückseite). Auf der Altarrückseite befindet sich auch ein Steinrelief der Grablegung Christi.
Typisch sind in der Basilika die vielen Grabmäler und Seitenkapellen, die zu Ehren einiger Adeliger, Gelehrter und Kirchenfürsten vor allem zwischen dem 15. und 17. Jahrhundert errichtet worden sind.
Die Sakramentskapelle auf der rechten Seite wurde 1457 im gotischen Stil erbaut, um die Grabmäler des Gattamelata, eines Condottiere des 15. Jahrhunderts, und seiner Familie aufzunehmen. Der bronzene Tabernakel ist ein Werk Girolamo Campagnas. Aus den Wänden ragen sein Sarkophag und der seines Sohnes Giannantonio († 1456; rechts) hervor. 1651 wurde die Kapelle zur Sakramentskapelle umgestaltet. Die jetzige reiche Dekoration geht auf die Jahre 1927–1936 zurück.
Die sehenswerte Kapelle des heiligen Jakobus im rechten Querschiff gehört auf Grund ihrer Architektur und ihrer herrlichen Fresken zu den Hauptwerken des 14. Jahrhunderts in Italien. Sie wurde nach Erhalt der Reliquien des Papstes Felix 1503 Felixkapelle genannt. Zwischen 1377 und 1379 wurde sie von Altichiero da Zevio und dem Bologneser Maler Avanza ausgemalt. Neben der Kreuzigungsgruppe, einem Hauptwerk Altichiero da Zevios, wird die Geschichte des Heiligen Apostels Jakob erzählt, des Schutzpatrons Spaniens, dessen Heiligtum in Santiago de Compostela steht. Die eleganten, gotischen Entwürfe der Kapelle stammen von dem damals größten Architekten und Bildhauer Venedigs Andriolo de Santi.
Hinter dem Hochaltar befindet sich die „Schatzkapelle“ (1691). Der „Schatz“ besteht aus einigen Reliquien des Heiligen, so z. B. der Zunge, die bei einer ersten Graböffnung 1263 unversehrt aufgefunden worden war. Das Reliquiar ist ein Florentiner Werk aus vergoldetem Silber (1434–1436). In einem weiteren Reliquiar aus dem Jahr 1349 befindet sich der Unterkiefer, in einem dritten die Knorpel der Stimmbänder.
Im linken Querhaus findet man den Zugang zur ursprünglichen Klosterkirche, heute Kapelle der Schwarzen Madonna (Cappella della Madonna mora) genannt. Hier hat Antonius mit Sicherheit gebetet, und hier wurde er zuerst beigesetzt. Heute ruht er in der angrenzenden Grabkapelle. Sie wurde um 1500 begonnen und Ende des 16. Jahrhunderts fertiggestellt, ist aber noch gotisch. An den Wänden finden sich neun Marmorreliefs aus dem 16. Jh. mit Szenen aus dem Leben und der Wunder des hl. Antonius, die von Tullio Lombardo, seinem Bruder Antonio, Girolamo Campagna, Jacopo Sansovino, Giovanni Maria Mosca und anderen geschaffen wurden.

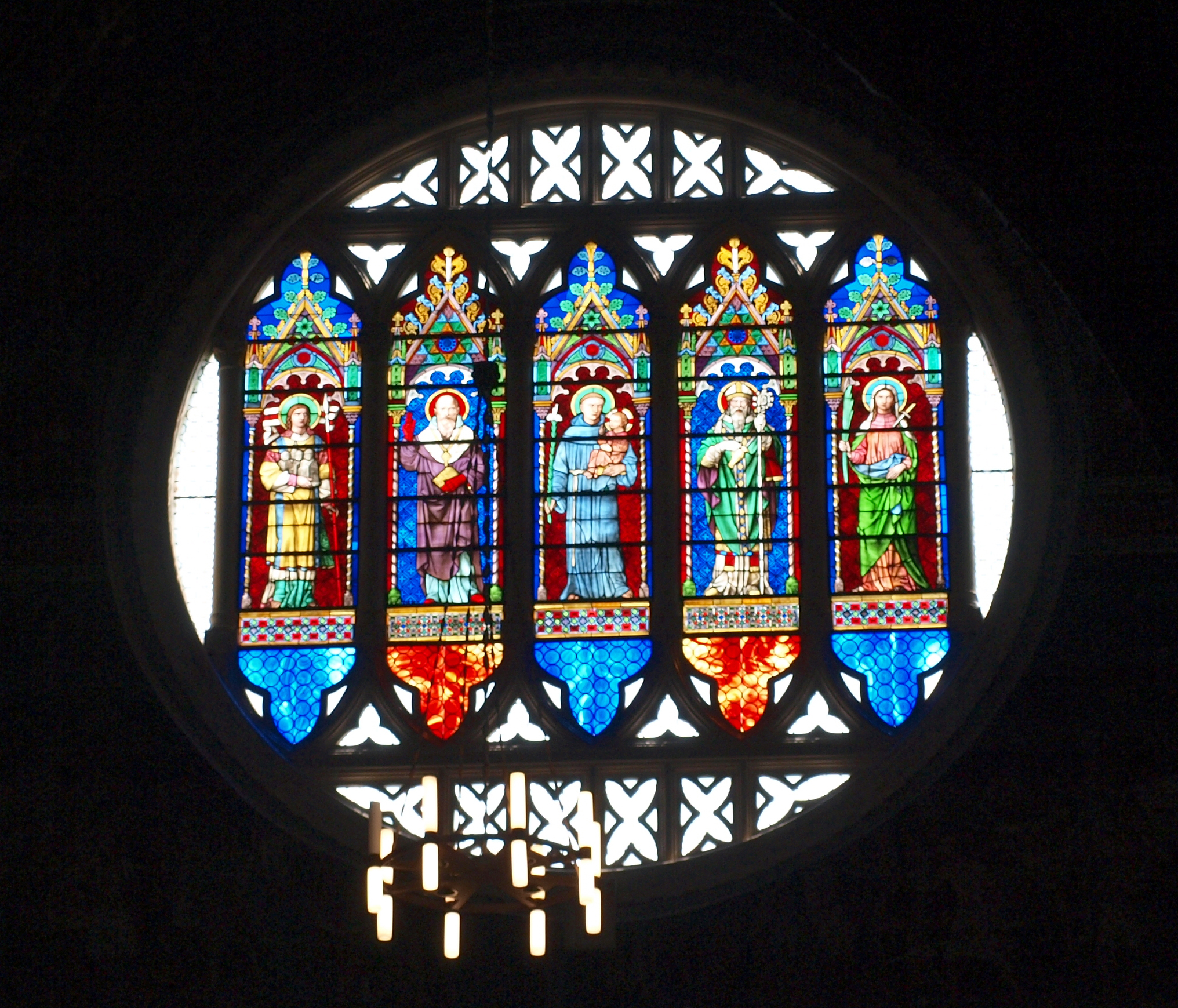
Antonius-Fenster
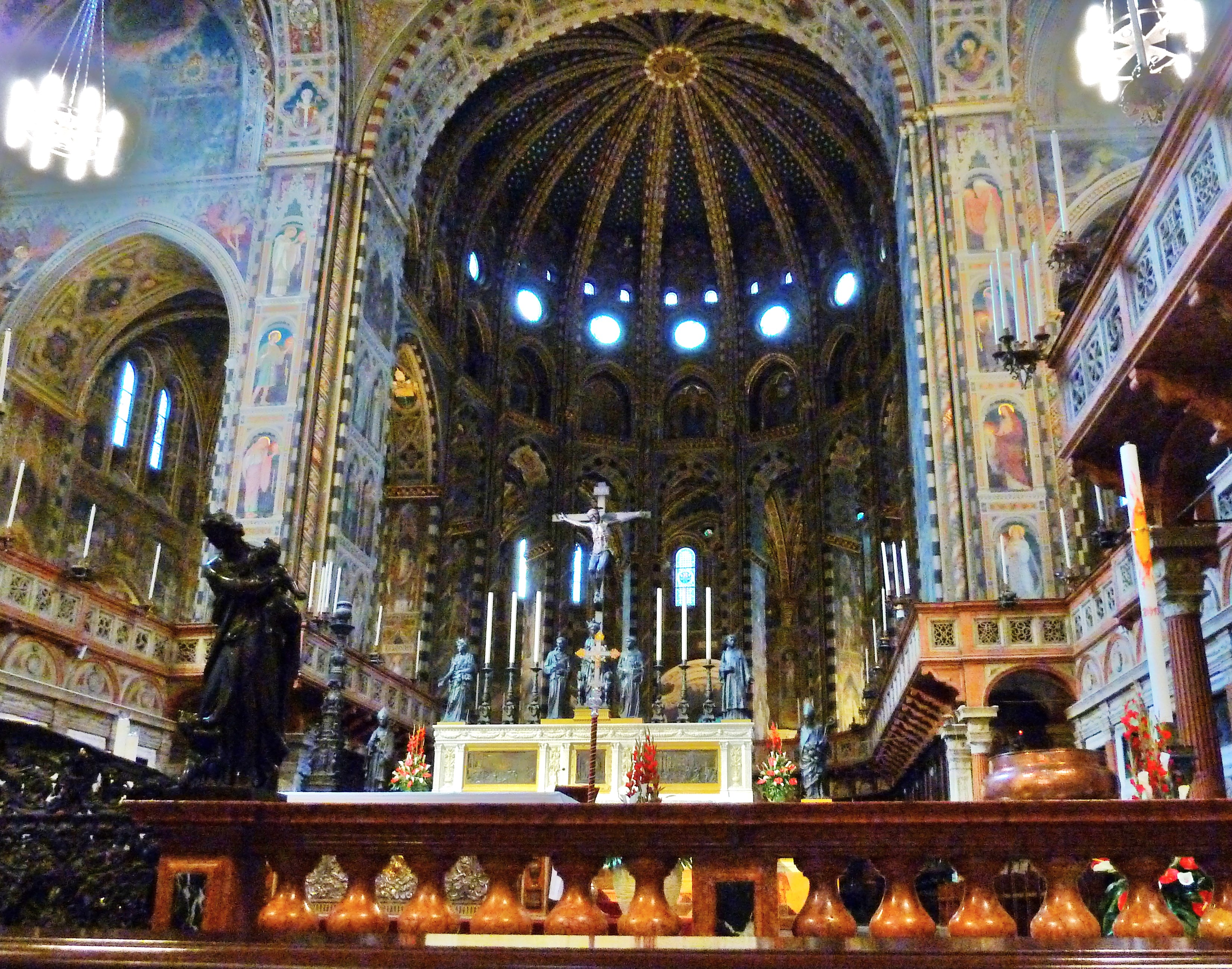
Blick in das Presbyterium mit dem Hochaltar
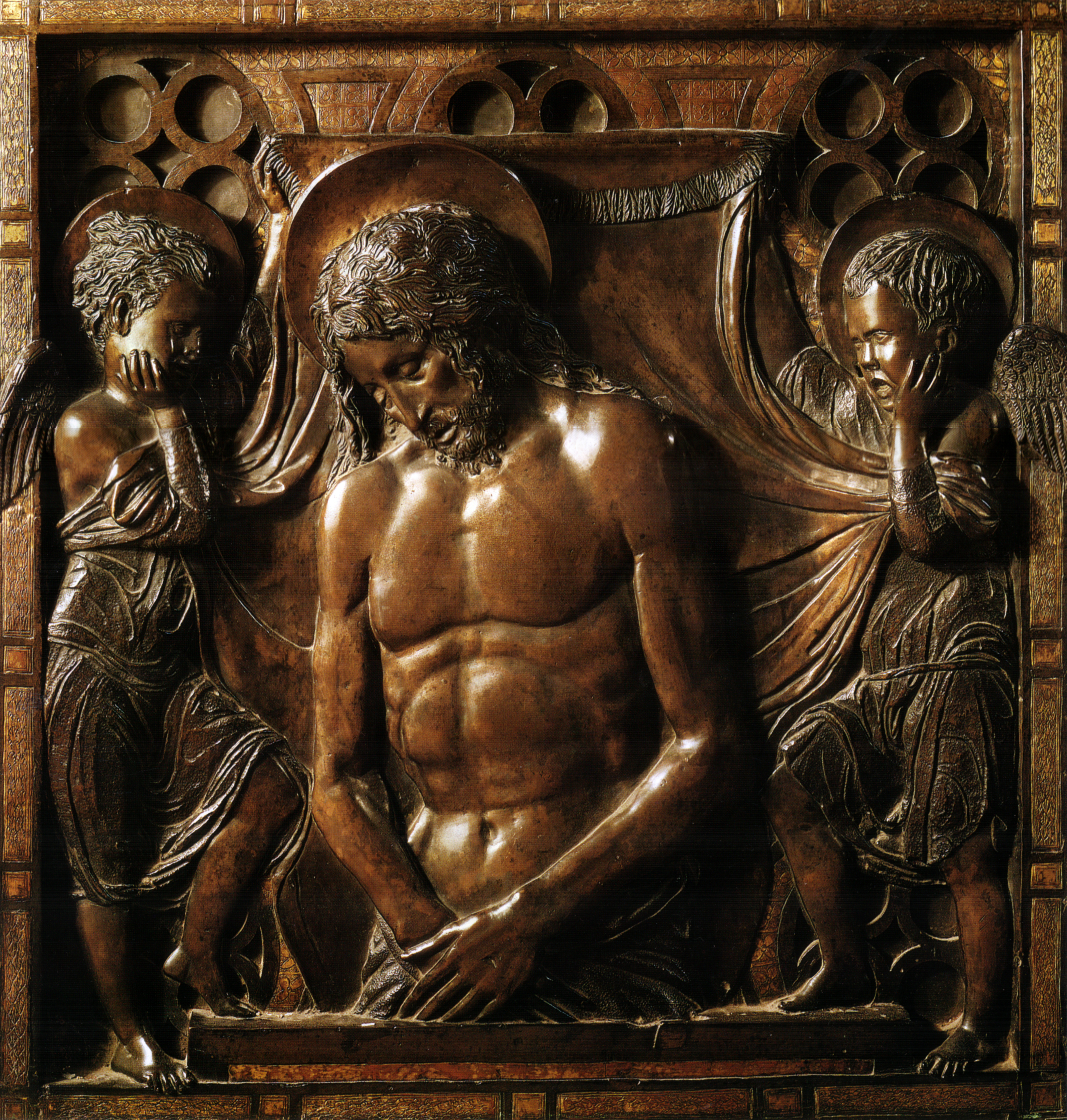
Leichnam Christi von zwei Engeln gehalten, Bronzerelief von Donatello
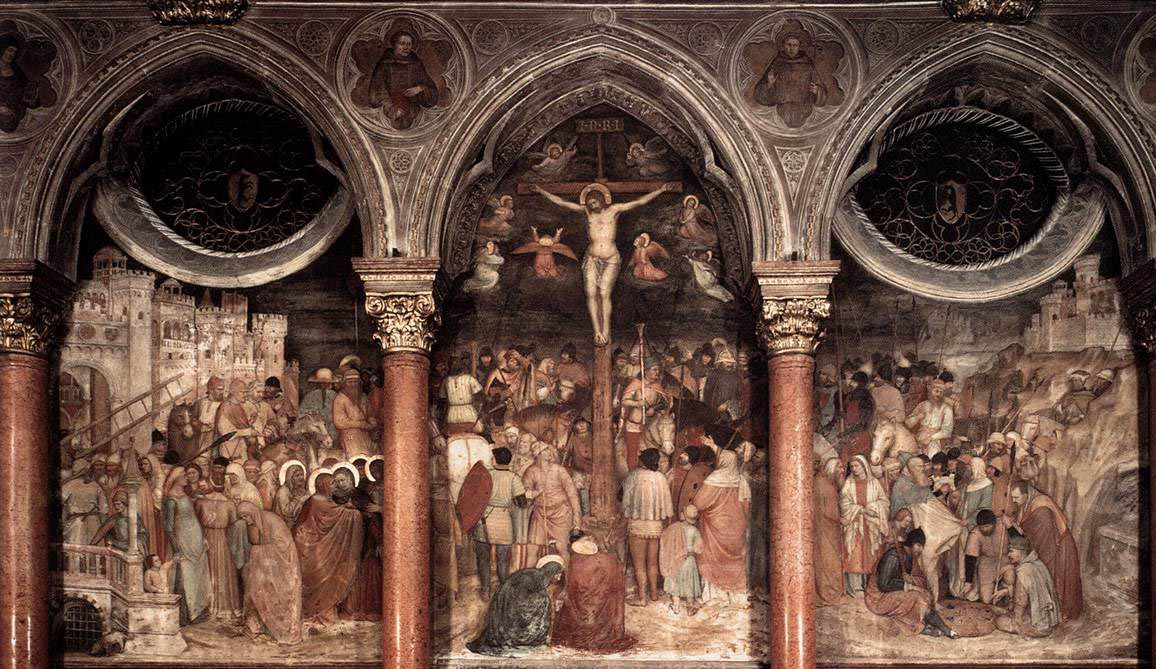
Kreuzigungsgruppe von Altichiero da Zevio in der Basilika.
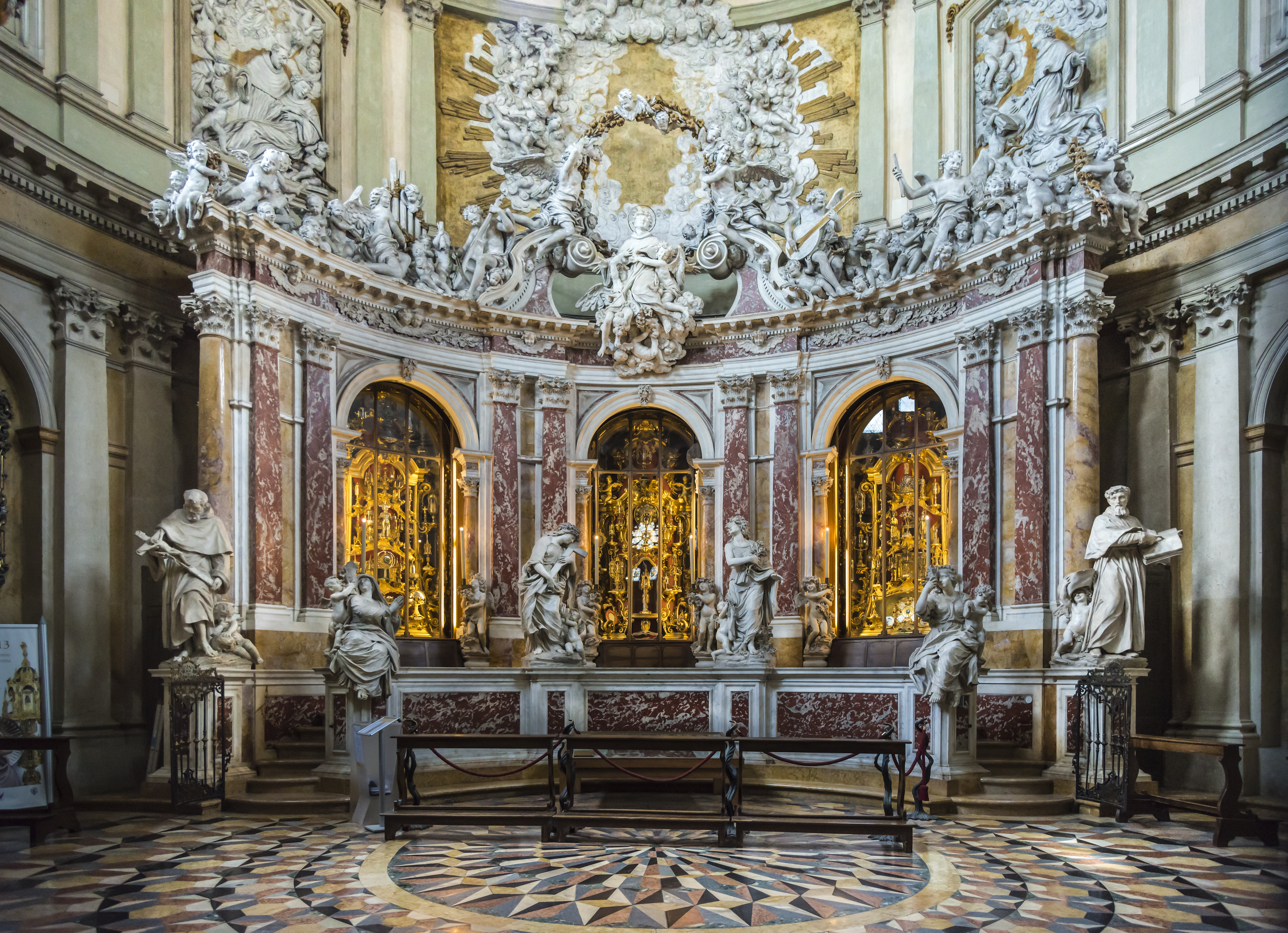
Reliquienkapelle
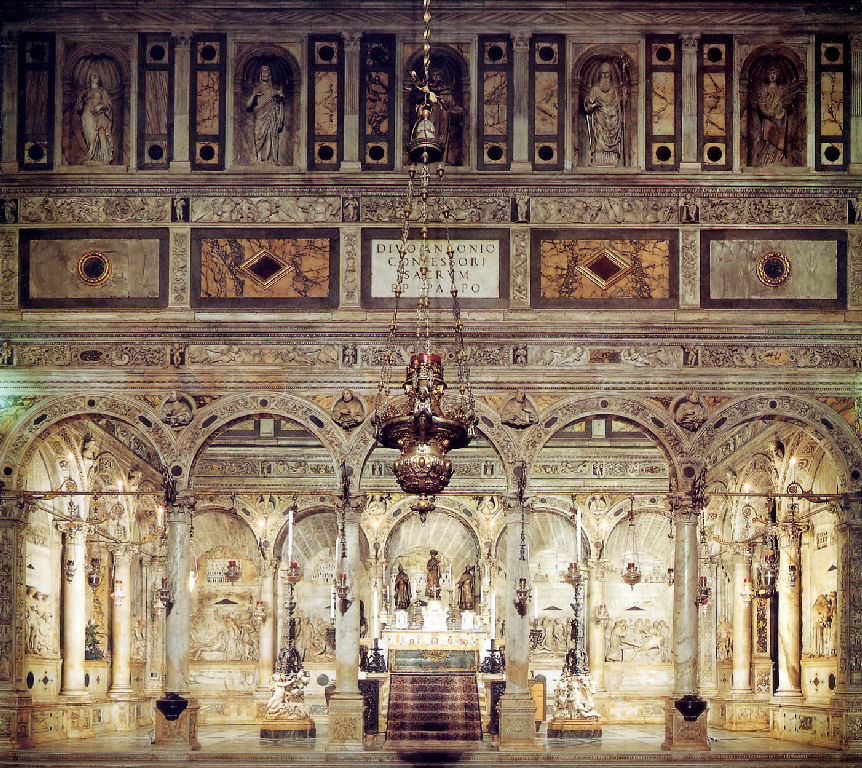
Grabkapelle des Heiligen Antonius
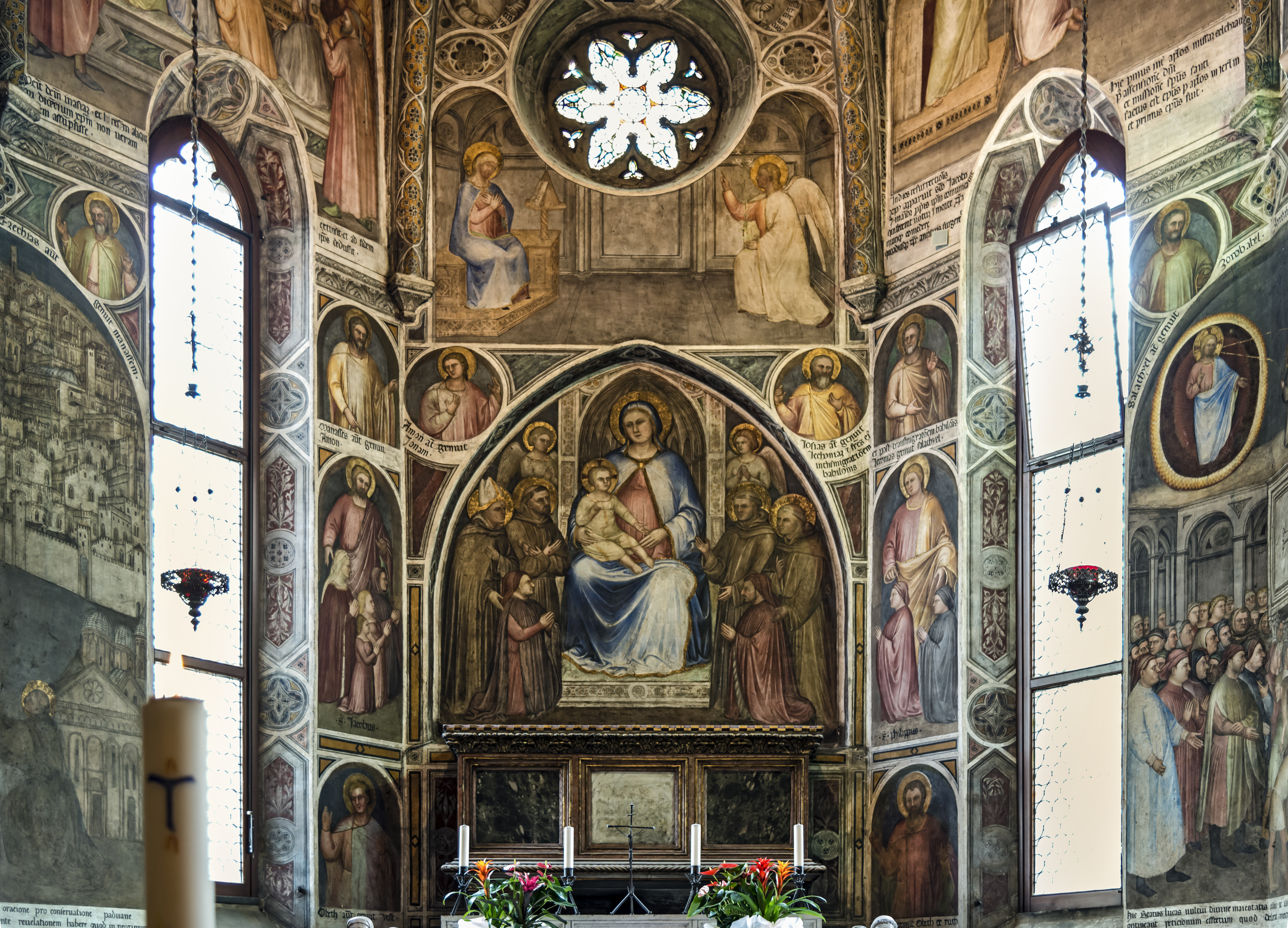
Cappella del beato Luca Belludi Fresken von Giusto de’ Menabuoi

## Kreuzgänge

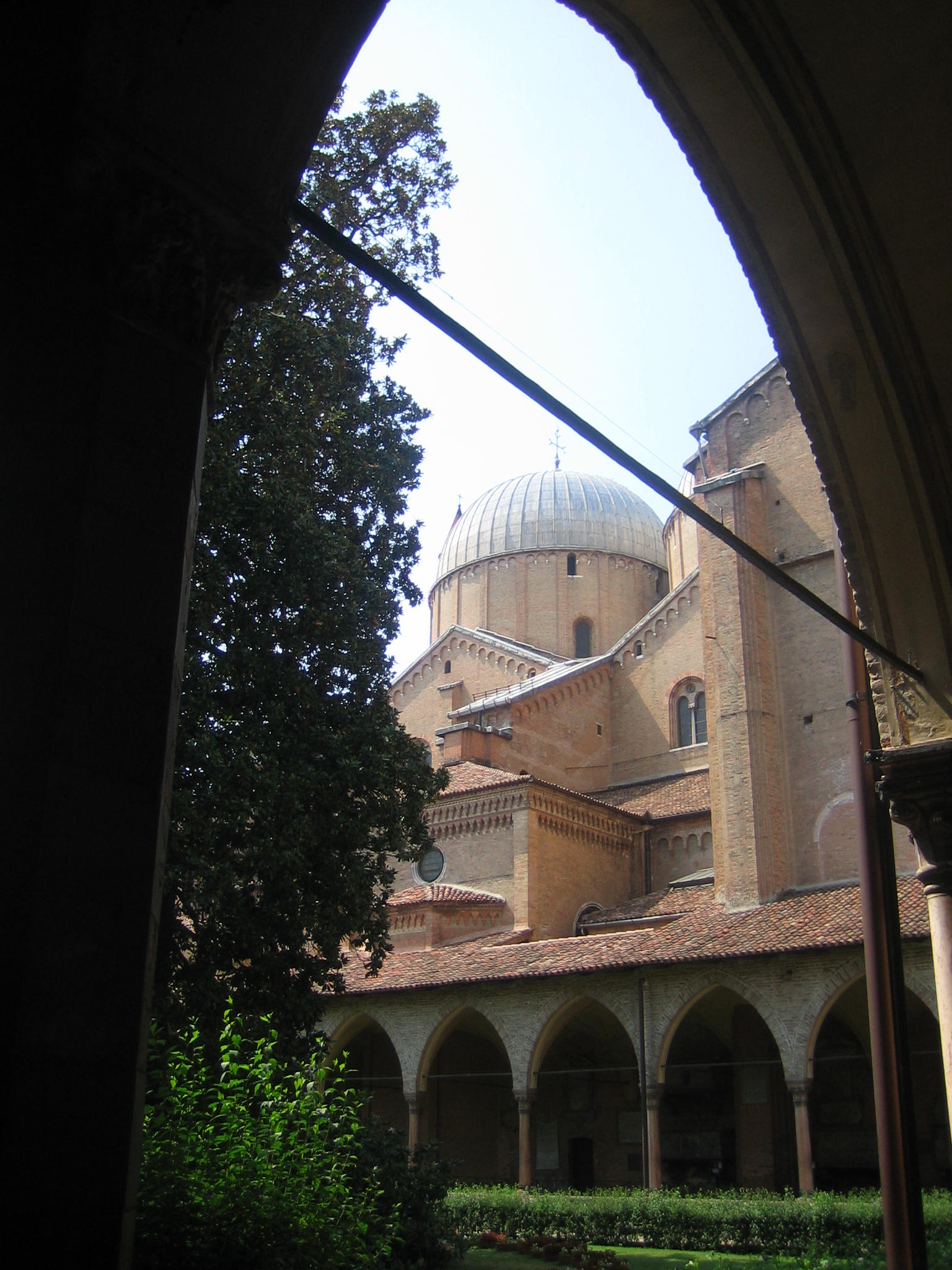
Kreuzgang der Magnolie

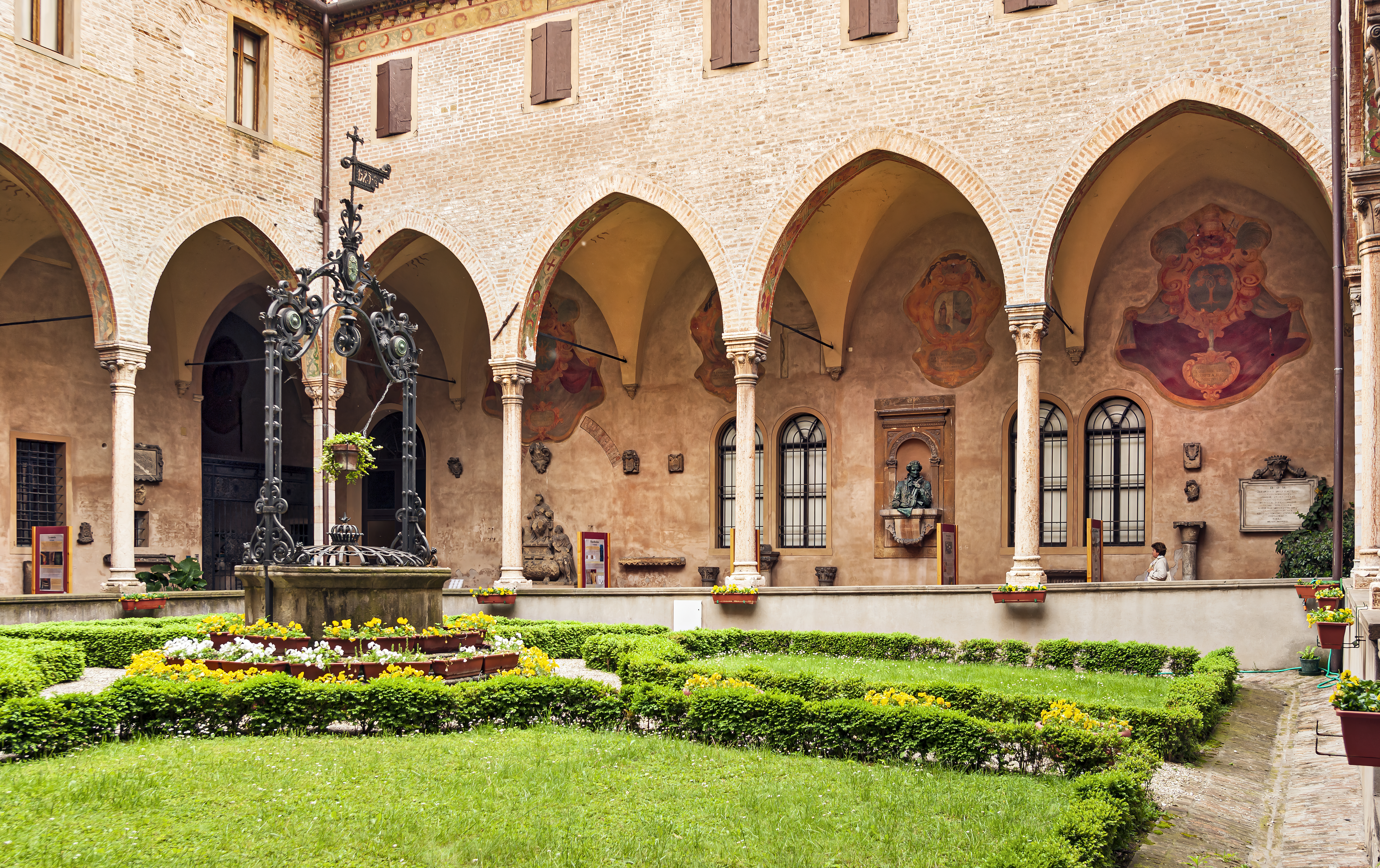
Kreuzgang des Noviziats

Die Kirche hat insgesamt fünf Kreuzgänge. Der aktuelle, der Kreuzgang des Noviziats, ist in der Regel nicht zugänglich.
Die anderen Kreuzgänge erreicht man unmittelbar vom rechten Seitenausgang der Kirche aus. Zunächst trifft man auf den Kreuzgang der Magnolie, der seinen Namen der riesigen Magnolia grandiflora (aus dem Jahr 1810) inmitten des Platzes verdankt. Die Architektur ist seit dem Jahr 1433 unverändert geblieben. Auch hier, wie in den anderen Innenhöfen, finden sich Grabsteine, beschädigte Fresken, Skulpturen, aber auch ein Andenkenladen.
Von diesem Souvenirgeschäft aus erreicht man den Kreuzgang des Generals (1435). Er verdankt seinen Namen den Sälen des Generalministers, der bei seinen Besuchen in diesem Bautrakt wohnt. Von hier aus gelangt man zum Kreuzgang des seligen Luca Belludi. Dies ist der größte und sonnigste Kreuzgang. Zwischen 1496 und 1612 erbaut, vereinigt auch er gotische Elemente mit denen der Renaissance. Erst vor wenigen Jahren wurde er den Mönchen zurückgegeben, nachdem er seit der napoleonischen Besatzungszeit dem Staat gehört und das Staatsarchiv, das Museum und die Bibliothek Paduas beherbergt hatte.
Der Vorplatz der Basilika diente einst als Friedhof; davon zeugen noch einige Grabmäler. Heute wird er von der Statue des Condottiere Erasmus da Narni – dem bereits erwähnten Gattamelata – beherrscht. Bei dieser Statue handelt es sich um eine Bronzeskulptur Donatellos aus dem Jahr 1453. Sie ist das erste, in Italien gegossene Reiterstandbild seit der römischen Epoche.

## Orgel
Die Orgel der St.-Antonius-Basilika wurde 1929 von der Orgelbaufirma Mascioni (Azzio, Va.) erbaut. Das Instrument hat 59 Register auf drei Manualen und Pedal.
| I Grande Organo C–c4 |               |        |
| 1.                   | Principale    | 16′    |
| 2.                   | Principale I  | 8′     |
| 3.                   | Principale II | 8′     |
| 4.                   | Dulciana      | 8′     |
| 5.                   | Salicionale   | 8′     |
| 6.                   | Gamba         | 8′     |
| 7.                   | Flauto        | 8′     |
| 8.                   | Ottava        | 4′     |
| 9.                   | Ottava II     | 4′     |
| 10.                  | Flauto        | 4′     |
| 11.                  | Quinta        | 5 1⁄3′ |
| 12.                  | Duodecima     | 2 ⁄3′  |
| 13.                  | Decima V      | 2′     |
| 14.                  | Ripieno acuto |        |
| 15.                  | Ripieno grave |        |
| 16.                  | Controfagotto | 16′    |
| 17.                  | Tromba        | 8′     |
| 18.                  | Tuba          | 8′     |
| 19.                  | Voce umana    | 8′     |

| II Positivo C–c4 |            |       |
| 20.              | Bordone    | 16′   |
| 21.              | Eufonio    | 8′    |
| 22.              | Principale | 8′    |
| 23.              | Unda maris | 8′    |
| 24.              | Bordone    | 8′    |
| 25.              | Gamba      | 8′    |
| 26.              | Flauto     | 4′    |
| 27.              | Ottava     | 4′    |
| 28.              | Flautino   | 2′    |
| 29.              | Cornetto   | 2 ⁄3′ |
| 30.              | Clarinetto | 8′    |

| III Recitativo C–c4 |             |       |
| 31.                 | Contragamba | 16′   |
| 32.                 | Corali      | 8′    |
| 33.                 | Bordone eco | 8′    |
| 34.                 | Principale  | 8′    |
| 35.                 | Gamba       | 8′    |
| 36.                 | Flauto      | 8′    |
| 37.                 | Bordone     | 8′    |
| 38.                 | Viola       | 8′    |
| 39.                 | Coro viole  | 8′    |
| 40.                 | Flauto      | 4′    |
| 41.                 | Ottava      | 4′    |
| 42.                 | Viola       | 4′    |
| 43.                 | Nazardo     | 2 ⁄3′ |
| 44.                 | Decima V    | 2 ⁄3′ |
| 45.                 | Ripieno     | 2′    |
| 46.                 | Oboe        | 8′    |

| Pedale C–g1 |             |         |
| 47.         | Subbasso    | 32′     |
| 48.         | Contrabasso | 16′     |
| 49.         | Subbasso    | 16′     |
| 50.         | Violone     | 16′     |
| 51.         | Controgamba | 16′     |
| 52.         | Bordone     | 16′     |
| 53.         | Quinta      | 10 2⁄3′ |
| 54.         | Ottava      | 8′      |
| 55.         | Cello       | 8′      |
| 56.         | Bordone     | 8′      |
| 57.         | Ottava      | 4′      |
| 58.         | Bombarda    | 16′     |
| 59.         | Tromba      | 8′      |

- Koppeln
  - Normalkoppeln: II/I, III/I, III/II, I/P, II/P, III/P
  - Suboktavkoppeln: II/I, III/I, III/II
  - Superoktavkoppeln: II/I, III/I, III/II

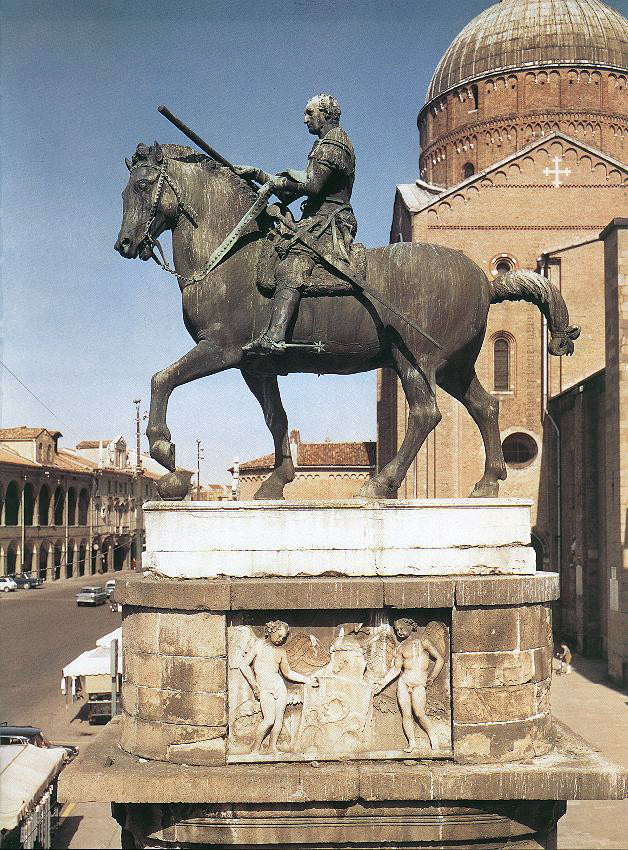
Statue des Gattamelata

  - Melodiekoppeln: III/I, III/II